# Campionati europei di ciclismo su strada 2008 - Cronometro femminile Under-23
La cronometro femminile Under-23 dei Campionati europei di ciclismo su strada 2008 si è svolta il 3 luglio 2008 in Italia, con partenza da Pettenasco ed arrivo a Stresa, su un percorso totale di 25,3 km. La medaglia d'oro è stata vinta dall'olandese Ellen van Dijk con il tempo di 32'33" alla media di 46,636 km/h, l'argento all'ukraina Emilia Fahlin e a completare il podio l'altra ukraina Lesya Kalitovska.
Partenza per 69 cicliste, delle quali 39 completarono la gara.

## Classifica (Top 10)
| Pos. | Corridore             | Squadra     | Tempo   |
| ---- | --------------------- | ----------- | ------- |
| 1    | Ellen van Dijk        | Paesi Bassi | 32'33"  |
| 2    | Svitlana Galyuk       | Ukraina     | a 5"    |
| 3    | Lesya Kalitovska      | Ucraina     | a 8"    |
| 4    | Alexandra Burchenkova | Russia      | a 18"   |
| 5    | Regina Bruins         | Paesi Bassi | a 24"   |
| 6    | Aušrinė Trebaitė      | Lituania    | a 1'01" |
| 7    | Daiva Tuslaite        | Lituania    | a 1'09" |
| 8    | Martina Sáblíková     | Rep. Ceca   | s.t.    |
| 9    | Lisa Brennauer        | Germania    | a 1'13" |
| 10   | Victoria Kondel       | Russia      | a 1'15" |